# Proteste in Cile del 2019-2022
Le Proteste in Cile del 2019-2022, conosciute in Cile come Estallido social, sono una serie di manifestazioni in Cile, principalmente nella capitale Santiago, iniziate il 7 ottobre 2019 contro l'aumento del costo del biglietto della metropolitana e, in generale, contro il carovita e la corruzione.
Le proteste terminano in coincidenza con l'inizio della pandemia di COVID-19 in Cile e la riforma della Costituzione del Cile.

## Storia
Le proteste sono iniziate nella capitale Santiago, con un movimento coordinato nel non pagare i biglietti dei mezzi pubblici da parte degli studenti delle scuole secondarie, sfociando in occupazioni delle principali stazioni ferroviarie della città e scontri con la polizia nazionale (Carabineros). Il 18 ottobre, la situazione si è intensificata con bande organizzate di manifestanti che si sono ribellate in tutta la città, occupando molti terminali della rete metropolitana di Santiago e danneggiandoli, rendendoli non fruibili con ingenti danni alle infrastrutture, facendo collassare la rete della metropolitana.
Il 18 ottobre, il presidente del Cile Sebastián Piñera ha annunciato lo stato di emergenza, autorizzando lo spiegamento delle forze dell'esercito cileno nelle principali regioni per far rispettare l'ordine e reprimere la distruzione e deturpazione dei beni pubblici, e ha invocato dinanzi alle corti la Ley de Seguridad del Estado ("Legge sulla sicurezza dello Stato") contro dozzine di detenuti. Il 19 ottobre a Santiago per la prima volta dal 1987 e dalla caduta del regime dittatoriale di Pinochet, è stato indetto uno stato di emergenza con coprifuoco e di limitazione delle libertà per arginare le proteste e i saccheggi.
Proteste e rivolte si sono estese ad altre città, tra cui Concepción, San Antonio e Valparaíso. Lo stato di emergenza è stato esteso alla provincia di Concepción, a tutta la regione di Valparaíso (tranne l'isola di Pasqua e l'arcipelago Juan Fernández) e alle città di Antofagasta, Coquimbo, Iquique, La Serena, Rancagua e Valdivia.
Il 22 ottobre il presidente ha poi dichiarato che:
(Sebastián Piñera.)
Alcuni giorni dopo l'inizio degli scontri il governo ha ritirato la legge che prevedeva l'aumento dei prezzi del trasporto pubblico, ma le proteste sono continuate a lungo, a dimostrazione del fatto che le radici di questo movimento di piazza sono profonde nella società cilena.
Il 28 ottobre Piñera decise di cambiare otto ministri, tentando di spostare il baricentro del governo verso posizioni meno conservatrici e più moderate, con lo scopo di assecondare le richieste dei manifestanti. Annunciò anche la revoca degli aumenti dei prezzi dei biglietti del trasporto pubblico. Nonostante ciò le proteste antigovernative proseguirono, con episodi di vandalismo, sfociati anche in piccoli incendi in alcune delle più importanti città cilene.
Nel frattempo le proteste generalizzate proseguirono e negli scontri con la forza pubblica il bilancio fu di almeno 17 morti, centinaia di feriti e migliaia di arrestati. L'opposizione denunciò l'esistenza di gravi abusi da parte della forza pubblica. La stampa ed i social network documentarono l'esistenza di gravi episodi di sopraffazione da parte dell'autorità, che per reprimere le proteste fece ricorso alla violenza fisica.

Il direttore dell’Istituto nazionale per i diritti umani (Instituto Nacional de Derechos Humanos), Sergio Micco, segnalò: 
(Sergio Micco)

Il 9 novembre 2019 un organismo indipendente di esperti, nominato dall'Organizzazione delle Nazioni Unite intervenne affermando:

## I motivi della protesta
I motivi alla base di queste proteste, oltre alla causa contingente dell'aumento del biglietto dei trasporti, sono da ricercarsi nella recente storia del Cile democratico e nella difficile transizione alla democrazia del Cile dopo la dittatura di Pinochet.
Infatti nella sua storia recente il Cile ha conosciuto un periodo di forte sviluppo economico, ma questo ha creato forti diseguaglianze, e ha lasciato indietro e ai margini larghe fasce della popolazione. Il paese non è riuscito ancora a trovare un compromesso tra lo sviluppo dell'economia di mercato e le protezioni sociali, in modo da garantire coesione sociale e stabilità democratica.
«C’è una configurazione storica strutturale che prevede una distribuzione delle risorse, un quadro istituzionale, un sistema normativo e legale che danno forma a questi livelli molto diseguali di reddito e di rappresentazione politica», ha detto María Luisa Méndez, docente dell’Universidad Católica di Santiago.